# Claudio Avruj
Claudio Avruj (Villa Crespo, 10 de noviembre de 1959) es un político argentino de ascendencia judía que asumió el cargo de secretario de Derechos Humanos y Pluralismo Cultural de la Nación el 10 de diciembre de 2015. Este licenciado en Organización y Dirección Institucional; fue director de Relaciones Institucionales del Gobierno de la Ciudad de Buenos Aires (2007-2011) y subsecretario de Derechos Humanos y Pluralismo Cultural de ese distrito (2011-2015).

## Biografía

### Comienzos
Avruj pasó su infancia en los barrios de Villa Crespo y Floresta. Finalizó sus estudios primarios en el colegio Jaim Weitzman en 1972, y cursó los secundarios en la Escuela de Comercio n.º 9 "Dr. José Ingenieros", de donde egresó en 1977.[cita requerida]

### Director de la DAIA

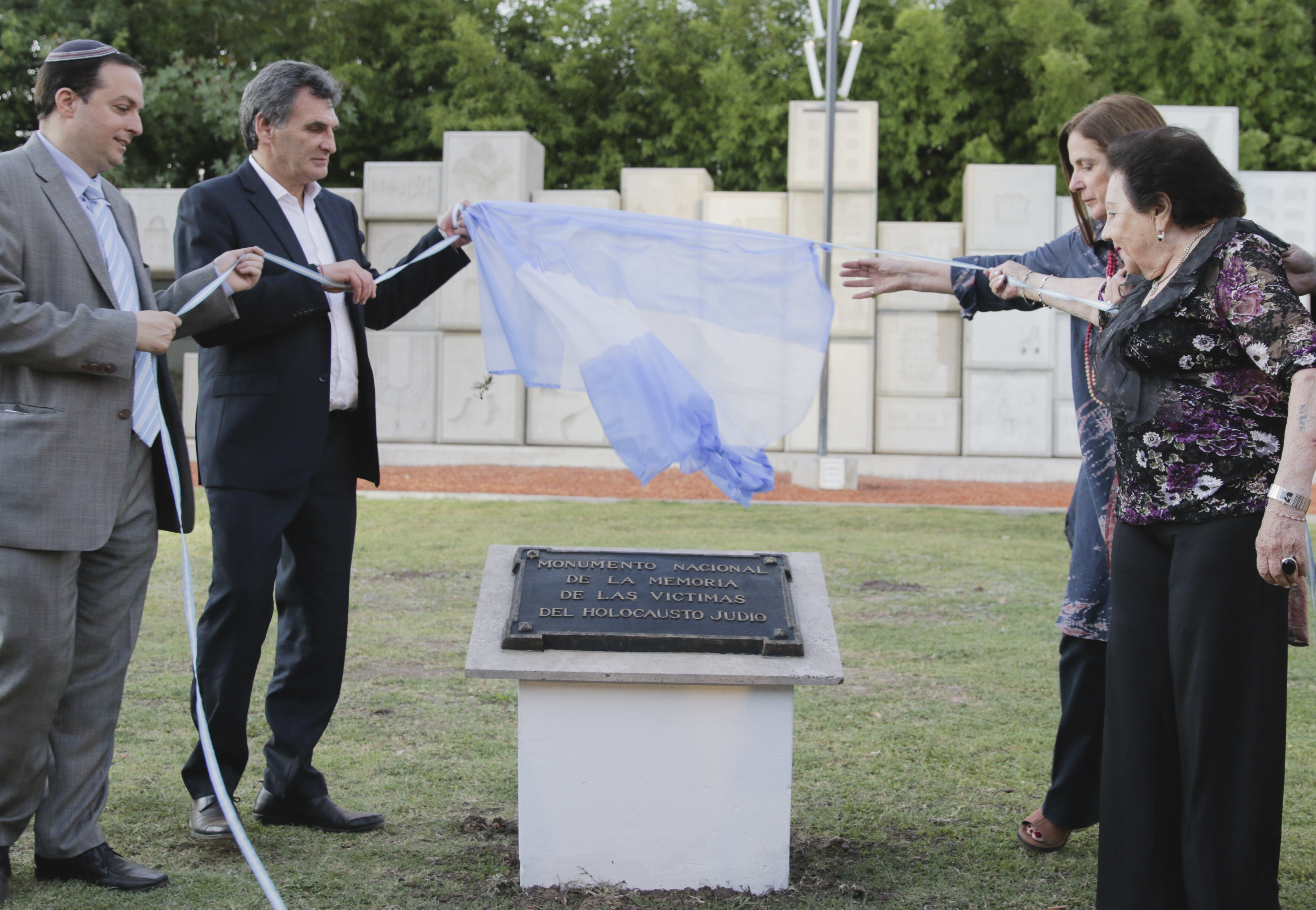
Claudio Avruj como funcionario porteño

En 1988 fue director de Juventud de la B'nai B'rith Argentina, cargo que ocupó hasta 1992, cuando fue designado como Director Ejecutivo de la B'nai B'rith Internacional Distrito XXIII (Área Caribe), por lo que debió trasladarse a Venezuela y a Panamá.
Claudio Avruj fue nombrado por Rubén Beraja, en 1997, como director ejecutivo de la DAIA (Delegación de Asociaciones Israelitas Argentinas). Su rol prioritario en la entidad consistió en asistir al presidente de la entidad, denunciado años después como parte de un entramado destinado a encubrir el atentado a la AMIA. Beraja, al igual que muchos integrantes de la DAIA de entonces fue denunciado por instalar pistas falsas, en connivencia con la SIDE para inventar la llamada pista iraní. Durante la crisis por la causa de las escuchas ilegales, tuvo una disputa pública con el familiar de una víctima de la AMIA, Sergio Burstein, quien lo acusaba de haberle mentido sobre la designación de Jorge “Fino” Palacios en la Policía Metropolitana. El comisario fue procesado por el presunto encubrimiento del atentado a la mutual judía y debió renunciar a la jefatura de la Policía porteña.

### Funcionario porteño

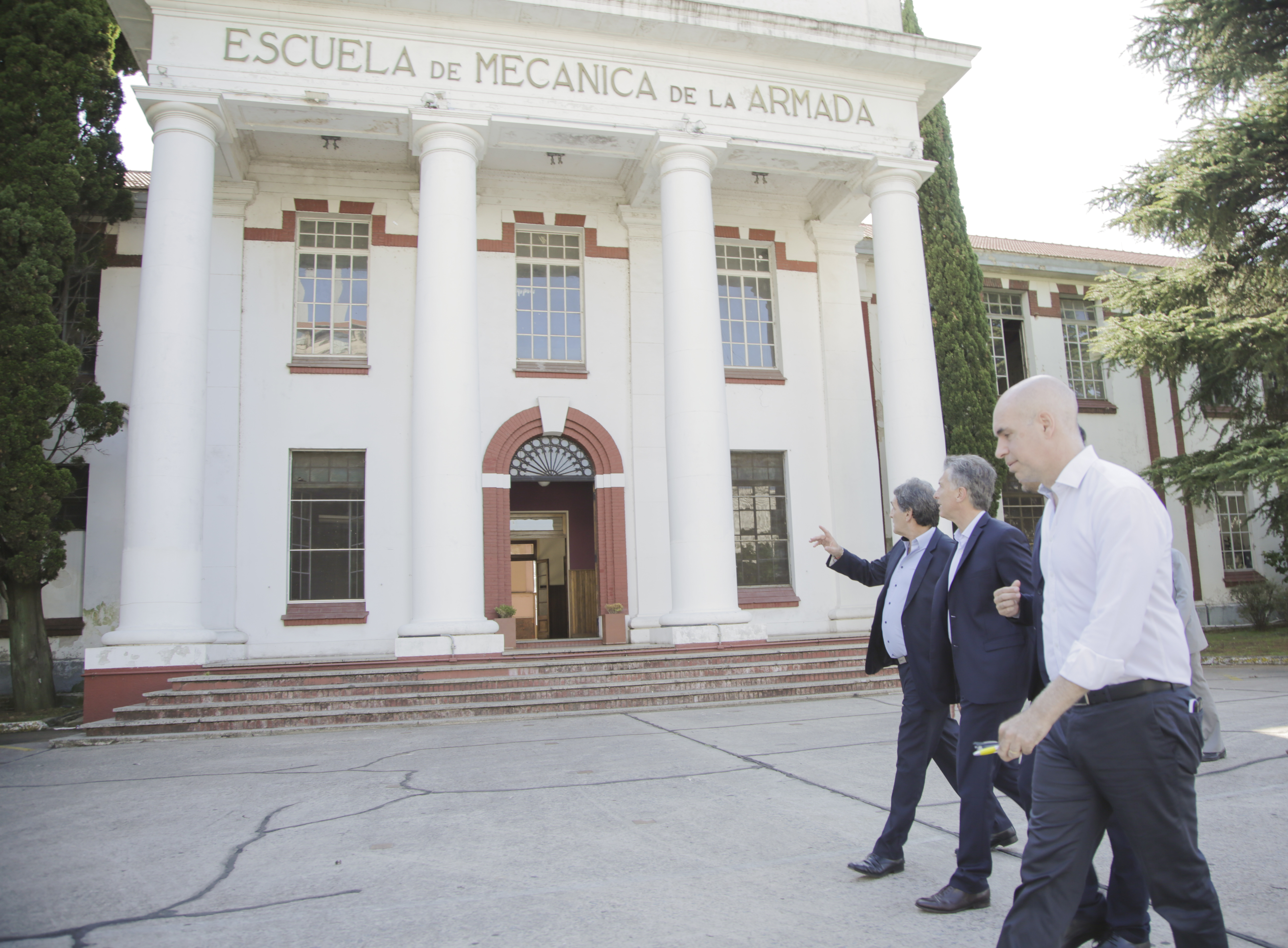
Horacio Larreta, Mauricio Macri, y Claudio Avruj en el Espacio Memoria y Derechos Humanos (ex Esma)

Avruj conoció a Mauricio Macri en 2002. Como director ejecutivo de la DAIA, Avruj fue financiado por la fundación “Creer y Crecer”, think tank coordinado por Horacio Rodríguez Larreta, utilizando a las oficinas del centro judío DAIA, que a pesar de declararse apartidaria, funcionó como centro impulsor de las dos candidaturas de Mauricio Macri a jefe de Gobierno. Después de ese encuentro, se sumó a Compromiso para el Cambio. Tras ser asesor de Marcos Peña en la Legislatura porteña, en 2007, asumió como Director de Relaciones Institucionales de la Ciudad de Buenos Aires, donde impulsó la idea del Buenos Aires Celebra, donde las colectividades festejan sus días patrios con ferias.
En 2011, durante el segundo mandato de Macri en la Ciudad, Avruj fue designado subsecretario de Derechos Humanos y Pluralismo Cultural, hasta 2015.
Fue acusado de haber favorecido a empresas relacionadas con su entorno cercano, tanto familiar como de amistades, mientras fue subsecretario de Derechos Humanos en la Ciudad. Cuando ingresó a la gestión pública como director de Relaciones Institucionales de la Ciudad, se crearon pequeñas empresas de medios y productoras que le permitieron a su entorno hacerse con pauta publicitaria porteña:
- Vis a Vis: se presenta como "Cadena Judía de Información", pertenece a Avruj y Guillermo Yanco, esposo de la ministra de Seguridad, Patricia Bullrich. Según otras fuentes esta empresa fue financiada en su totalidad por publicidades del Gobierno de la Ciudad de Buenos Aires a cargo del PRO.[2]

- GC Producciones: creada por la esposa de Avruj, Elisa Virginia Alfie, y Gustavo Szpigiel. A través de esa productora, generan contenidos para Canal Metro, del Grupo Clarín, como el programa televisivo de Vis a Vis. De su constitución participó como abogada la hermana de Avruj, Andrea Gisela, designada primero en la Dirección General de Convivencia en la Diversidad de la Subsecretaría de DDHH porteña, y ahora directora de Asuntos Jurídicos del INADI, tras la llegada de Macri al gobierno nacional.

- MinutoXT: vinculada con GC Producciones  una agencia de noticias de la comunidad judía. En los últimos años de gestión macrista en la Ciudad, las tres empresas ganaron cientos de miles de pesos en publicidad oficial. En 2014, con Avruj como subsecretario de DDHH, ya funcionaba la web que obtuvo por parte de Ciudad 192.500 pesos anuales en pauta oficial. Lo mismo sucedió con la web de MinutoXT: entre junio y diciembre obtuvo todos los meses 27.500 pesos.

También fue objeto de críticas por polémicas adjudicaciones. Fuentes de la Subsecretaría señalaron que las impresiones del área que conducía Avruj se las daban todas a la imprenta de Marcelo Glasman, propietario de la imprenta Mimeográfica SA y de fuerte vínculo con Avruj en el Museo del Holocausto, donde tiene el cargo de prosecretario. Mientras Avruj dirigía esa área, la imprenta resultó favorecida en diferentes con contrataciones privadas con el mismo justificativo de tratarse de una "imprescindible necesidad" y "urgencia" de la contratación para editar ediciones de colectividades. En mayo de 2014, obtuvo 120 mil pesos; en septiembre de 2013, ganó seis juntas que sumaron 182.500 pesos y, el 3 de febrero de 2014, sumó otros 67.500 a través de dos resoluciones. Fueron 370 mil pesos en menos de un año.
Durante la gestión, su pareja fue incorporada a mediados del 2012 dentro de la Secretaría que maneja Avruj en el Gobierno de la Ciudad, para unos proyectos de Convivencia en la Diversidad y luego ascendida a un cargo de dirección.

### Secretario de Derechos Humanos y Pluralismo Cultural de la Nación
Durante la Presidencia de Macri, Avruj fue nombrado Secretario de Derechos Humanos de la Nación, para su nombramiento se modificó la ley de ministerios y el organismo pasó a denominarse "Secretaría de Derechos Humanos y Pluralismo Cultural de la Nación".
Durante su gestión, el Gobierno de Macri resolvió hacer cesar el estatus de refugiado de Apablaza Guerra, víctima del pinochetismo, cuyo asilo fue aceptado en 2010 por el Gobierno de Cristina Fernández de Kirchner, según abogados el cese del asilo se debió  a un acuerdo entre Claudio Avruj y sus secretarios con el pinochetismo.
En los primeros meses de gestión, distintos medios de comunicación criticaron que las políticas de Derechos Humanos, y los Procesos de Memoria, Verdad y Justicia «están sufriendo un deterioro por decisiones de parte del Poder Ejecutivo y del Poder Judicial». La Procuraduría de Crímenes contra la Humanidad, en un informe que analiza los primeros seis meses del año en materia de persecución penal de los delitos de lesa humanidad advirtió que durante el primer semestre del año los juicios por delitos de lesa humanidad fueron demorados. Recibió fuertes críticas por las reuniones con activistas contra los juicios por delitos de lesa humanidad Cecilia Pando. Ha sido criticado, y tildado de «negacionismo», la utilización de la frase «guerra sucia» para referirse al terrorismo de Estado. Esto fue realizado tanto en declaraciones de la Secretaría de Derechos Humanos, a cargo de Avruj, en comunicaciones oficiales de la Secretaría.
El 19 de mayo de 2016 fue nombrado presidente del Centro Internacional para la Promoción de los Derechos Humanos, el primer centro mundial de Categoría ll de Unesco dedicado a la promoción de derechos y los valores democráticos.
En 2017, como secretario de Derechos Humanos de la Nación, había defendido el fallo de la Corte Suprema que aplicaba el 2×1 en beneficio a condenados por delitos de lesa humanidad, de lo que se retractó más tarde. Ese mismo año fue denunciado por incumplimiento de los deberes de funcionario público, por no haber apelado los sobreseimientos en la causa por el traspaso de Papel Prensa durante la última dictadura tal como le correspondía según la normativa vigente. La denuncia recayó en el Juzgado Federal de Daniel Rafecas.
En abril de 2018, viajó a las islas Malvinas, fue el primer secretario de Estado argentino en viajar al archipiélago en disputa con el Reino Unido. Al viajar con su pasaporte argentino, dejó que el gobierno colonial de las islas se lo sellara, lo que causó polémica en el Ministerio de Relaciones Exteriores y Culto, ya que en los hechos, Avruj terminó reconociendo la jurisdicción británica sobre las islas.
En 2019 Claudio Avruj eligió el 24 de marzo, día en el que se conmemora el 43 aniversario del último golpe militar, para criticar a los organismos de Derechos Humanos, de quienes dijo que “dejaron de tener la centralidad y eso molesta” y calificó a los organismos de derechos humanos como “cruzados”. Además ha sido criticado por su negacionismo del terrorismo de Estado, actitud que habrían adoptado otros funcionarios del gobierno de Cambiemos, entre ellos Darío Lopérfido; Juan José Gómez Centurión; Elisa Carrió, entre otros.

## Panamá Papers
Según el Registro Público panameño, Avruj integra el directorio de una compañía offshore. Se trata de una sociedad anónima en la que su esposa, Elisa Alfie, aparece como tesorera. En ese registro se aclara que Avruj es el representante legal, ya que figura como presidente. Tras descubrirse la existencia de cuentas y empresas offshore, Avruj aseguró haber creado la firma debido a su rol como dirigente de la ONG judía B'nai B'rith; sin embargo, B'nai B'rith Internacional dijo que "no autorizó la constitución de ninguna empresa en Panamá" y cruzó al secretario de Derechos Humanos: "B'nai B'rith no estableció ni autorizó el establecimiento de ninguna corporación en Panamá. Crear una corporación por el propósito de ocultamiento de cualquier tipo es completamente contrario a nuestros principios y prácticas como una organización benéfica cuyos financiamientos son completamente transparentes".